# Thomas Danett
Thomas Danett (também soletrado Danette; morreu em 19 de setembro de 1483) foi um deão de Windsor de 1481 a 1483.

## Carreira
Ele foi nomeado:
- Diretor de St Alban Hall, Oxford 1468-1477
- Prebendário de Henfield em Chichester 1472
- Reitor de Brixton Deverill, Wiltshire 1469
- Reitor de Slapton
- Prebendário de Santo Estêvão, Westminster
- Prebendário de Gaia Major em Lichfield 1473-1483
- Prebendário de Farendon c. Balderton em Lincoln 1480-1483
- Deão de Wolverhampton, um decanato unido a Windsor, 1481
- Prebendário de Cherminster c. Bere em Salisbury 1482-1483
- Tesoureiro da Catedral de São Paulo 1479-1483
- Almoner para o Rei Eduardo IV

Ele foi nomeado para a sexta bancada na Capela de São Jorge, Castelo de Windsor em 1472 e ocupou o canonismo até 1481, quando foi nomeado deão de Windsor.